# راند هیل ویلج (نوادا)
راند هیل ویلج (به انگلیسی: Round Hill Village) یک منطقهٔ مسکونی در ایالات متحده آمریکا است که در نوادا واقع شده‌است. راند هیل ویلج ۱۵٫۳ کیلومتر مربع مساحت و ۷۵۹ نفر جمعیت دارد و ۱٬۹۲۱٫۴۸ متر بالاتر از سطح دریا واقع شده‌است.